# Dielektrikum
Et dielektrikum (flertal: dielektrika) er et fysisk legeme (væske, gas, fast stof) karakteriseret ved dets permittivitet {\displaystyle \epsilon } og dets permeabilitet {\displaystyle \mu }. Det er en elektrisk isolator, der dog kan polariseres af et påført elektrisk felt.
Elektromagnetiske bølger kan udbrede sig i legemet med hastigheden {\displaystyle c={\frac {1}{\sqrt {\mu \epsilon }}}}. I vakuum er {\displaystyle c=299.792.458} m/s.